# Junior Tallo
Tallo Carmel Gadji-Celi Jr. (Magbehigouepa, Costa de Marfil, 21 de diciembre de 1992), más conocido como Junior Tallo, es futbolista marfileño. Juega de delantero en el F. K. Igman Konjic de la Liga Premier de Bosnia y Herzegovina.

## Clubes
| Club                   | País                 | Año       |
| ---------------------- | -------------------- | --------- |
| A. S. Roma             | Italia               | 2011-2015 |
| A. S. Bari (cedido)    | Italia               | 2013      |
| A. C. Ajaccio (cedido) | Francia              | 2013-2014 |
| S. C. Bastia (cedido)  | Francia              | 2014-2015 |
| Lille O. S. C.         | Francia              | 2015-2017 |
| Amiens S. C. (cedido)  | Francia              | 2017      |
| Vitória de Guimarães   | Portugal             | 2017-2019 |
| F. C. Chambly          | Francia              | 2019-2020 |
| Újpest F. C.           | Hungría              | 2020-2023 |
| Samsunspor (cedido)    | Turquía              | 2022      |
| F. C. Botoșani         | Rumania              | 2023      |
| GFK Dubočica           | Serbia               | 2024      |
| F. K. Igman Konjic     | Bosnia y Herzegovina | 2024-     |

## Palmarés

### Títulos nacionales
| Título          | Club         | País    | Año  |
| --------------- | ------------ | ------- | ---- |
| Copa de Hungría | Újpest F. C. | Hungría | 2021 |

### Títulos internacionales
| Título                    | Club (*)                     | País              | Año  |
| ------------------------- | ---------------------------- | ----------------- | ---- |
| Copa Africana de Naciones | Selección de Costa de Marfil | Guinea Ecuatorial | 2015 |

(*) Incluyendo la selección.